# Pont de l’Artuby
Pont de l’Artuby (także: Pont sur l’Artuby lub Pont de Chaulière) – most drogowy na południu Francji, w departamencie Var (region Prowansja-Alpy-Lazurowe Wybrzeże), w ciągu drogi D71 z Aiguines do Comps-sur-Artuby, przerzucony nad rzeką Artuby (dopływem Verdon).
Żelbetowy most nad szerokim na 110 metrów wąwozem rzeki (w miejscu tym zwanym Mescla), zbudowano w latach 1938-1940. Wykonawcą tych prac było przedsiębiorstwo Thorrand et Cie z Nicei, zaś projektantem biuro projektowe Pelnard-Considerere et Caquot. Składa się z pojedynczego łuku. Podparty jest na wysokości 107 metrów, a w najwyższym punkcie osiąga wysokość 138 metrów. Jego długość wynosi 142 metry (rozpiętość przęsła to 110 metrów).
Jest to najwyższy most w Europie umożliwiający uprawianie skoków na bungee. Po zachodniej stronie kanionu utworzono parking z punktem widokowym.